# Полуночный экспресс (фильм, 2008)
«Полуночный экспресс» (англ. The Midnight Meat Train) — фильм ужасов, снятый в 2008 году режиссёром Рюхэем Китамурой по произведению Клайва Баркера.
Фильм рассказывает о фотографе, который пытается выследить серийного убийцу по прозвищу «Мясник из метро».

## Сюжет
Фотограф Леон Кауффман, занимающийся съёмками с мест преступлений, мечтает пробиться «наверх». Его друг Джаргис устраивает ему встречу с владелицей галереи Сьюзан Хофф, которая одобряет манеру Леона, но выражает пожелание, чтобы новые работы были более жёсткими. Для этого Кауффман снимает насилие над девушкой в метро, однако в кульминационный момент останавливает хулиганов, показав, что их снимает камера наблюдения. Напоследок Леон фотографирует «счастливую» девушку, садящуюся в вагон метро. Хофф одобряет работу Кауффмана, однако говорит, что для участия в выставке требуются ещё две фотографии в подобном роде. Окрылённый Леон снова выходит на свою фотоохоту, и тут его привлекает странный незнакомец, выходящий из подземки. Леон пытается фотографировать его, однако человек чувствует слежку и хватает Леона, но затем отпускает.
Леон случайно узнаёт, что спасённая им девушка — фотомодель, однако она пропала без вести. Изучая свои снимки, фотограф понимает, что девушка села в поезд, в котором находился незнакомец. Тогда Леон начинает следить за ним. Узнаёт, что тот работает мясником на бойне и каждую ночь ездит на самом последнем поезде метро. Леон предполагает самое худшее — и не ошибается. Пробравшись на этот поезд, он видит, как мясник убивает, а затем разделывает пассажиров последнего рейса. Однако его замечает незнакомец — ему удаётся схватить Леона, но в отличие от остальных своих жертв, он оставляет фотографа в живых. Леон смутно помнит, что какое-то странное существо что-то царапает у него на груди. Он приходит в себя на заброшенной ветке метро под бойней, где работает мясник. Леон пытается спрятаться от своей девушки Майи, которая до этого отказывалась верить его рассказам. Тогда Майя решает сама узнать, что случилось с её парнем — для этого она вместе с Джаргисом пробирается в вычисленное ими по снимкам Леона жилище мясника. Здесь они находят множество хирургических инструментов, а также камеру Кауффмана. Однако неожиданно вернувшийся мясник нападает на Джаргиса. Девушка в ужасе убегает, схватив портмоне зловещего постояльца. Там оказывается расписание последних рейсов метро за 100 лет. Она пытается обратиться с этим в полицию, однако детектив, выслушав её, требует вернуть портмоне хозяину.
Майя пытается попасть на поезд. Здесь она находит Джаргиса, приготовленного для разделки, но ещё живого. И тут её видит мясник. Девушка пытается спастись от него, но безуспешно. Но ей приходит на помощь Леон, который запрыгнул на проходящий состав, увидев в нём свою возлюбленную. Между ним и мясником завязывается драка, в результате которой фотографу удаётся выкинуть своего противника из поезда. Кауффман обнимает девушку, однако поезд неожиданно останавливается, и в вагон входит машинист. Он спокойным тоном произносит странную фразу: «Пожалуйста, отодвиньтесь от мяса». Леон и Майя выполняют его пожелание, а затем они видят кошмарную картину — в вагон проникают инфернальные существа, которые начинают пожирать тела. Молодые люди выпрыгивают из поезда и оказываются в месте, полном человеческих останков. Здесь на Леона вновь нападает мясник, завязывается драка, в ходе которой Леон замечает на груди мясника застарелый шрам в виде знака, точно такого же, какой появился у него. Фотографу удаётся убить его острым обломком бедренной кости. Умирая, мясник шепчет: «Твой черёд». В этот момент снова появляется машинист, который сообщает Леону, что теперь фотограф избранный и станет новым мясником. Машинист вырывает у Кауффмана язык, а затем кратко рассказывает ему историю «праотцов», далее объясняет необходимость служения им, дабы миры оставались разделёнными.
На глазах истекающего кровью Леона машинист вырезает у Майи сердце…
Финальные кадры — Леон, одетый, постриженный и экипированный точь-в-точь как мясник, отправляется на охоту за поздними пассажирами в полуночный поезд.
После чего начинается сцена из начала фильма (в которой неизвестный мужчина видит, как главный герой убивает людей в соседнем вагоне).

## Производство
Режиссёр фильма Патрик Татопулос первоначально планировал снимать фильм в 2005 году в Нью-Йорке и Монреале. Татопулос покинул производство в 2006 году, и его заменил Рюхэй Китамура. Съёмки были перенесены в Лос-Анджелес из-за непомерно высокой стоимости в Нью-Йорке. Вместо этого для съёмок использовались различные места, в том числе система метрополитена Лос-Анджелеса. Съёмки начались 18 марта 2007 года.

## Актёры
- Брэдли Купер — Леон Кауффман
- Лесли Бибб — Майя
- Брук Шилдс — Сьюзан Хофф
- Винни Джонс — Махогэни (мясник)
- Роджер Барт — Джаргис
- Тони Каррен — машинист метро
- Барбара Ив Харрис — детектив Линн Хэдли
- Питер Джейкобсон — Отто
- Стефани Мейс — Ли Купер
- Тед Рэйми — Рэндл Купер
- Нори Сато — Эрика Сакаки
- Куинтон Джексон — Ангел-хранитель
- Дэн Каллахан — Трой Талевески
- Дон Смит — полицейский на станции
- Эрл Кэрролл — Джек Фрэнкс
- Аллен Мальдонадо — предводитель хулиганов
- Майкл МакКрекен — первый праотец
- Райан Макдауэлл — второй праотец
- Эдди Варгас — третий праотец